# Hexatoma (Eriocera) semilunata
Hexatoma (Eriocera) semilunata is een tweevleugelige uit de familie steltmuggen (Limoniidae). De soort komt voor in het Oriëntaals gebied.